# Senufo
I senufo sono un gruppo etnico distribuito in Costa d'Avorio, Mali e nel Burkina Faso e più precisamente dal territorio a sud di Ségou, nel Mali, fino al nord di Bouaké, Costa d'Avorio.

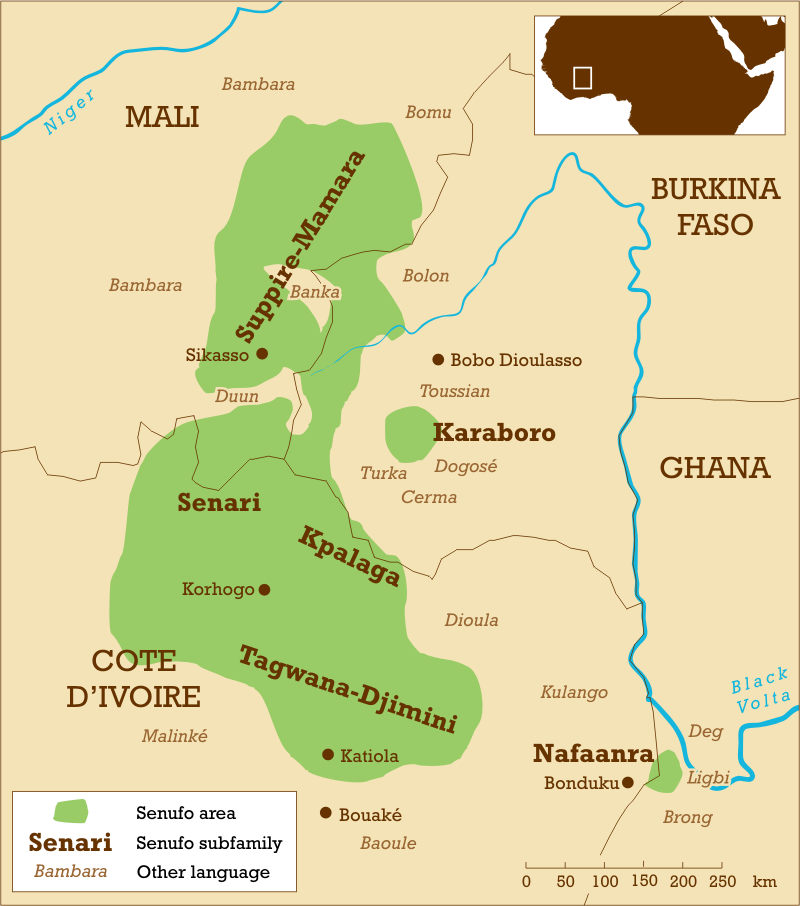
Distribuzione dei senufo in Africa.

## Caratteristiche
Si tratta prevalentemente di agricoltori sedentari che vivono in villaggi, talvolta circondati da un muro di cinta per proteggersi dalle invasioni dei Mandingo. Le abitazioni tipiche sono cilindriche o rettangolari, realizzate in terra battuta e argilla disseccata e addossate le une sulle altre.
Il terreno viene completamente sfruttato e sottoposto alla rotazione delle colture. Piuttosto sviluppata è la coltura del riso, di cui esportano le quantità eccedenti, e richiede particolari lavori di irrigazione e di prosciugamento durante la stagione secca. I senufo coltivano anche il miglio, che costituisce il loro alimento base, l'igname e il granturco; la manioca e la patata rappresentano colture integrative. Recentemente sono state introdotte delle nuove specie e in particolare l'arachide e il cotone, anche se quest'ultimo non è stato accolto in maniera molto favorevole. Di poca rilevanza risulta l'allevamento di capre e pecore.
L'artigianato è praticato solo ed esclusivamente dagli uomini; sviluppata è la tessitura del cotone, grazie anche agli influssi dell'islam e dei mandingo. I senufo lavorano anche il rame ma sono famosi soprattutto per le sculture in legno create da un gruppo professionista di artigiani che danno vita a maschere rituali, raffigurazioni di antenati, porte, sedili.
La figura dell'antenato risulta particolarmente caratteristica, sia per la capigliatura, per la forma del volto, per il ventre prominente e per la raffigurazione della madre mentre allatta il neonato. Tra le altre sculture peculiari vi è il deblé, dall'elegante forma allungata, usata anticamente per scandire il tempo della danza. Quest'ultima attività utilizza infatti un gran numero di maschere, incluse quelle dal volto umano impreziosito da figure aggiuntive animali. Altri temi ricorrenti sono la figura a cavallo e il grande uccello mitico porgaga. Caratteristiche sono le maschere del culto gbon, dette "sputafuoco".
Generalmente le opere dei senufo sono dipinte con un colore bianco o rosso.
Ogni nucleo familiare porta il nome di un animale sacro e può essere formata da una coppia, dalla famiglia ristretta o da quella allargata; il capo di tale nucleo rappresenta gli antenati e ciò gli conferisce l'autorità di cui gode. Il matrimonio senufo, che può essere legalmente poligamo, può durare diverso tempo arrivando anche a durare diversi mesi nel corso dei quali le famiglie degli sposi si scambiano visite e regali. Spesso la famiglia della fidanzata richiede una determinata somma di denaro. La proprietà della terra è, da sempre, collettiva e sacra e gli abitanti hanno solo un diritto di uso; tuttavia se un individuo dissoda un terreno occupato da geni, può impadronirsene.
La vita religiosa dei senufo è fortemente legata all'organizzazione iniziatica. I riti iniziatici si svolgono durante un arco di tempo di ventuno anni, suddivisi in tre fasi. Il matrimonio, per esempio, è possibile solo se un individuo è arrivato ad un certo livello iniziatico. Il loro pantheon è costituito da due divinità principali, la dea madre e il demiurgo, che agiscono sugli esseri umani attraverso forze invisibili. La circoncisione non è generalizzata.